# Церковь Пресвятой Троицы (Сихов)

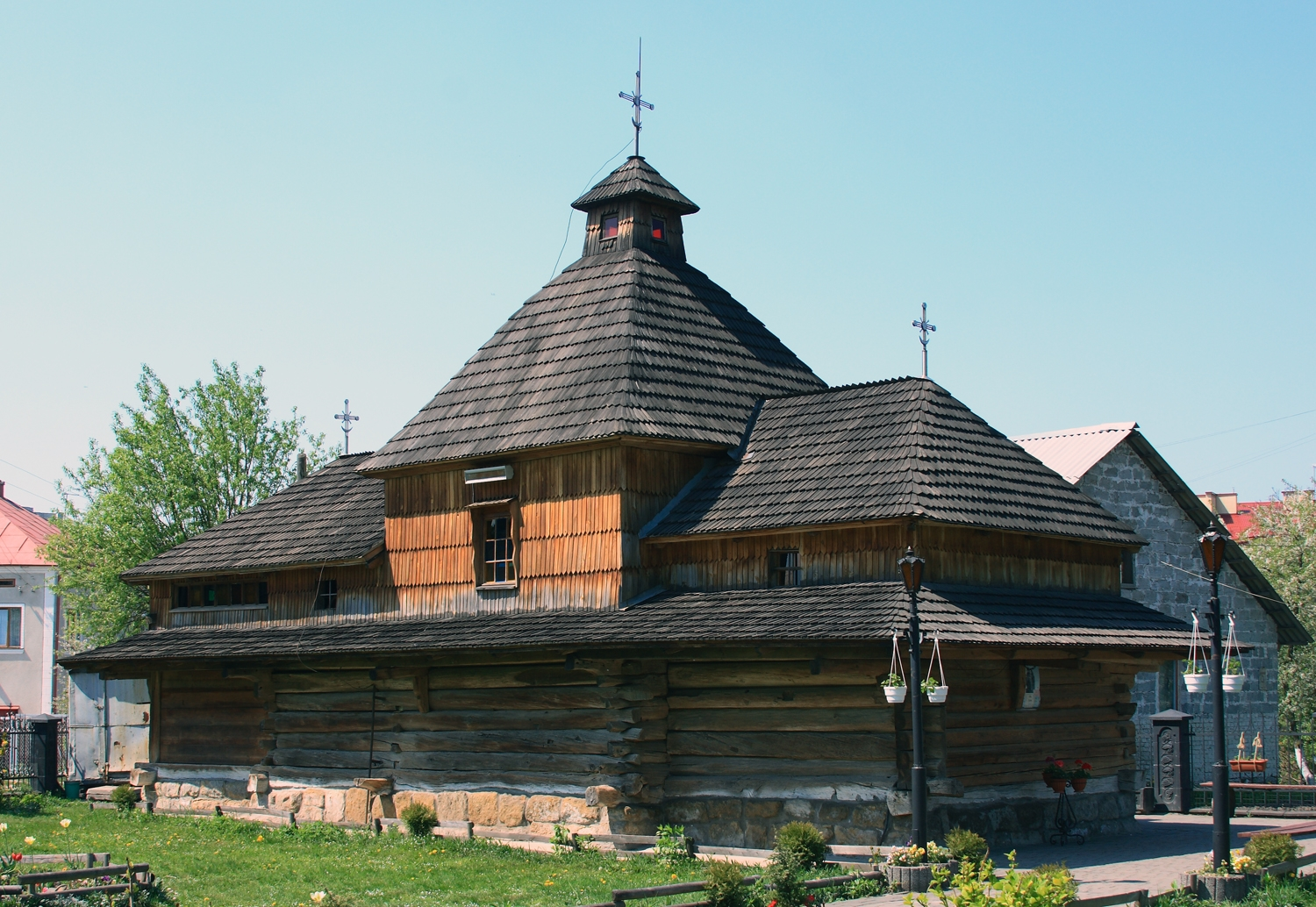
Сиховская церковь Пресвятой Троицы

Церковь Пресвятой Троицы — деревянная грекокатолическая церковь во Львове (Украина) на Сихове. Памятник архитектуры. Адрес: ул. Садыбная, 1А, г. Львов, 79066.

## История
Церковь была построена в 1654 году. В 1683 году центральный сруб храма был расписан львовскими мастерами. В 1870-х годах к церкви был пристроен притвор, а также усилен фундамент. Во время реставрации в 1932 году была разобрана колокольня над бабинцем. В 1971 году храм был покрыт гонтом.
Приход охватывал сёла Сихов и Козельники. Её храма до 1941 года был о. Андрей Ищак, которого папа Иоанн Павел II в 2001 году провозгласил блаженным.

## Внутренняя роспись
Стенопись церкви датируется 1683 годом. В растительный орнамент вписаны изображения трёх святых воинов: Феодора Тиронского, Георгия Победоносца и Дмитрия Солунского. Такой подбор святых соответствует времени, в котором была создана стенопись. Воины одеты в доспехи, в их руках копья и щиты. Интерьер храма также украшен другими библейскими сценами: сцены Христовых страстей, ветхозаветную Троицу, спасение Ионы из чрева кита. Купол храма украшает уникальный образ Христа Пантократора.
Небольшой иконостас является новым, по сравнению с росписью (стиль XVII—XVIII в.).